# ハリー・A・ポラード
ハリー・A・ポラード（Harry A. Pollard, 1879年1月23日 - 1934年7月6日）は、アメリカ合衆国の映画監督、俳優、映画プロデューサー、脚本家である。ハリー・ポラード（Harry Pollard）ともクレジットされ、日本でも当初そのように紹介されもした。ニックネームはボシトロン（Beaucitron, 「美しいレモン」の意）。

## 人物・来歴
1879年（明治12年）1月23日、カンザス州リパブリック郡リパブリックに生まれる。
セリグ・ポリスコープ・カンパニーに入社、1910年（明治43年）にはアメリカン・フィルム・マニュファクチャリング・カンパニー製作、フランク・ビール監督の短篇コメディ映画 Two Lucky Jims でマーガリータ・フィッシャーと共演したのが現在残る最初の出演記録である。1911年（明治44年）7月9日、7歳年少のフィッシャーと結婚する。
インディペンデント・ムーヴィング・ピクチャーズ製作、1912年（明治45年）6月10日に公開されたフィッシャーとの共演作 Nothing Shall Be Hidden で監督業に進出する。1916年（大正5年）、自らの「ハリー・ポラード・プロダクションズ」で製作した監督作『楽園の名花』に出演したのを最後に俳優業を廃業、監督業に専念する。同プロダクションでは、同作をはじめ、フィッシャーを主役に『島の篝火』、 The Butterfly Girl （監督ヘンリー・オットー）、『処女の誇』（1918年）を製作する。
1918年（大正7年）、ユニヴァーサル・フィルム・マニュファクチュアリング・カンパニー（現在のユニバーサル・ピクチャーズ）の子会社・ブルーバード映画で、エラ・ホール主演のサイレント映画『下界の精』をトッド・ブラウニングと共同監督、同作は日本でも公開されている。1922年（大正11年）に同社が製作したレジナルド・デニー主演の『拳闘王』とそのシリーズを6作まで監督する。1929年（昭和4年）に監督したマッジ・ベラミー主演作『今夜12時』を最後にユニヴァーサルを去る。
1930年（昭和5年）、メトロ・ゴールドウィン・メイヤーに移籍、第1作はハリー・ボーモントと共同で監督したジョーン・クロフォード主演作 Great Day である（未完成）。トーキー以降も監督業をつづけ、1932年（昭和7年）に監督したウィリアム・ヘインズ主演の『快走艇』を最後に監督業から退いた。
1934年（昭和9年）7月6日、カリフォルニア州ロサンゼルス郡パサデナで死去した。満55歳没。同州のグレンデールのフォレスト・ローン・メモリアル・パークに眠る。
1975年（昭和50年）の妻フィッシャーの没後の1981年（昭和56年）、かつてサイレント時代に子役であった姪のキャシー・フィッシャーが、ポラード＝フィッシャー夫妻のサイレント映画に関する遺品をカンザス州のウィチタ州立大学に寄贈、同大学図書館の特別コレクションとして収蔵された。

## おもなフィルモグラフィ
- Two Lucky Jims : 監督フランク・ビール、主演マーガリータ・フィッシャー、1910年 - 出演
- Damaged Goods : 監督トム・リケッツ / リチャード・ベネット、1914年 - 出演
- Break, Break, Break : 主演ウィリアム・ガーウッド、1914年 - 監督
- 『孤島の花』 The Quest : 共演ルシル・ワード、1915年 - 監督・主演
- 『楽園の名花』 The Pearl of Paradise : 主演マーガリータ・フィッシャー、1916年 - 監督・脚本・プロデューサー・出演
- 『島の篝火』 Miss Jackie of the Navy : 主演マーガリータ・フィッシャー、1918年 - 監督
- 『魔界の使者』 The Devil's Assistant : 主演マーガリータ・フィッシャー、1917年 - 監督
- The Butterfly Girl : 監督ヘンリー・オットー、主演マーガリータ・フィッシャー、1917年 - 製作
- 『下界の精』 Which Woman? : 主演エラ・ホール、1918年 - トッド・ブラウニングと共同で監督
- 『処女の誇』 Girl Who Couldn't Grow Up : 主演マーガリータ・フィッシャー、1918年 - 監督
- 『女流作家』（別題『彼女の人生観』） The Danger Game : 主演マッジ・ケネディ、1917年 - 監督
- 『怪光線』 The Invisible Ray : 主演ルース・クリフォード、1920年 - 監督
- 『拳闘王』 Round Two : 主演レジナルド・デニー、1922年 - 監督
- 『第三拳闘王』 The 3rd Leather Pushers : 主演チャールズ・アスコット、1923年 - 監督
- 『激闘の果』 Trimmed : 主演フート・ギブスン、1922年 - 監督
- 『日の出の勢』 Confidence : 主演ハーバート・ローリンソン、1922年 - 監督
- 『爆弾の扉』 The Loaded Door : 主演フート・ギブスン、1922年 - 監督
- 『最後の一塁』 Trifling with Honor : 主演ロックリフ・フェローズ、1923年 - 監督
- 『疑問のK』 K-the Unknown : 主演ヴァージニア・ヴァリ、1924年 - 監督
- 『無鉄砲時代』 The Reckless Age : 主演レジナルド・デニー、1924年 - 監督
- 『大速力王』 Sporting Youth : 主演レジナルド・デニー、1924年 - 監督
- 『おゝ先生』 Oh, Doctor! : 主演レジナルド・デニー、1924年 - 監督
- 『加州目指して』 California Straight Ahead : 主演レジナルド・デニー、1925年 - 監督
- 『女難襲来』 I'll Show You the Town : 主演レジナルド・デニー、1925年 - 監督
- 『長屋騒動成金物語』 The Cohens and Kellys : 主演チャールズ・マレー、1926年 - 監督
- 『鵜の目鷹の目』 Poker Faces : 主演ローラ・ラ・プラント、1926年 - 監督
- 『アンクル・トムス・ケビン』 Uncle Tom's Cabin : 主演マーガリータ・フィッシャー、1927年 - 監督
- 『ショウ・ボート』 Show Boat : 主演ローラ・ラ・プラント、1929年 - 監督
- 『今夜12時』 Tonight at Twelve  : 主演マッジ・ベラミー、1929年 - 監督
- Great Day : 主演ジョーン・クロフォード、1930年 - ハリー・ボーモンと共同で監督
- 『悩める燈台』 Undertow : 主演メアリー・ノーラン、1930年 - 監督
- 『南方の放浪者』 The Prodigal : 主演エスター・ラルストン、1931年 - 監督
- 『燃ゆる海原』 Shipmates : 主演ロバート・モンゴメリー、1931年 - 監督
- 『僕の武勇傅』 When a Fellow Needs a Friend : 主演ジャッキー・クーパー、1932年 - 監督
- 『快走艇』 Fast Life : 主演ウィリアム・ヘインズ、1932年 - 監督（ノンクレジット、遺作）

## 関連事項
- リパブリック (カンザス州) （en:Republic, Kansas）
- セリグ・ポリスコープ・カンパニー （en:Selig Polyscope Company）
- インディペンデント・ムーヴィング・ピクチャーズ （en:Independent Moving Pictures）
- アメリカン・フィルム・マニュファクチャリング・カンパニー （en:American Film Manufacturing Company）
- マーガリータ・フィッシャー （en:Margarita Fischer）
- フォレスト・ローン・メモリアル・パーク （Forest Lawn Memorial Park, Glendale）
- ウィチタ州立大学 （en:Wichita State University）

## 註
1. 1 2 3 4 5 6 7 8 9 10 11 12 13  Harry A. Pollard, Internet Movie Database （英語）, 2010年5月16日閲覧。
2. ↑  ハリー・ポラード、キネマ旬報映画データベース、2010年5月16日閲覧。
3. 1 2  Margarita Fischer - IMDb（英語）, 2010年5月16日閲覧。
4. ↑  ハリー・A・ポラード - IMDb（英語）, 2010年5月16日閲覧。
5. ↑  『ブルーバード映画の記録』 : 製作・著・発行山中十志雄・塚田嘉信、1984年4月、p.60-63.
6. ↑  Harry A. Pollard, Find A Grave （英語）, 2010年5月16日閲覧。